# 7572 Znokai
7572 Znokai este un asteroid din centura principală de asteroizi.

## Descriere
7572 Znokai este un asteroid din centura principală de asteroizi. A fost descoperit pe 23 septembrie 1989 la Kitami de Kin Endate și Kazuro Watanabe. El prezintă o orbită caracterizată de o semiaxă mare de 2,16 ua, o excentricitate de 0,09 și o înclinație de 3,8° în raport cu ecliptica.